# 지카이시 뎃페이
지카이시 뎃페이(일본어: 近石 哲平, 1989년 1월 31일~)는 일본의 축구 선수이다.

## 구단 경력
그는 2011년 일본 풋볼 리그의 사가와 시가 FC에 입단했다. 2013년부터 2015년까지 일본 지역 리그의 아미티에 SC와 FC 간주 이와테에서 뛰었다. 2016년 일본 풋볼 리그의 라인미어 아오모리로 이적했다. 2017년까지 58경기에 출전하여, 4득점을 넣었다. 2018년 나라 클럽로 이적했다. 2018년 6월 반라우레 하치노헤로 이적했다. 2018년 일본 풋볼 리그 3위를 기록하여 J3리그로 승격했다.